# Chwalibogowice
Chwalibogowice est une localité polonaise de la gmina d'Opatowiec, située dans le powiat de Kazimierza en voïvodie de Sainte-Croix.